# 弗拉维娅·佩内塔
弗拉維婭·佩内塔（Flavia Pennetta，1982年2月25日—），義大利職業女子網球運動員。她生於布林迪西，2000年轉為職業選手。她曾獲得10次WTA赛事女子單打冠军，並帶領義大利隊在2006年聯合會杯決赛中以3勝2負擊敗比利時隊，奪得冠軍。

## 职业生涯
佩内塔在2010年法国网球公开赛后首度跻身单打世界排名前十。与此同时，她在双打赛场上也取得了优异的成绩。2011年，佩内塔与搭档阿根廷选手杜尔科夺得澳网女双冠军，并随后成为双打排名世界第一。但由于受到腕伤困扰，佩内塔经历了低迷的2012赛季。
2013年，佩内塔伤愈复出，状态逐渐回升。在2013年美国网球公开赛中，佩内塔首次闯入大满贯女单四强，在半决赛中遗憾负于维多利亚·阿扎伦卡。
2014年，佩内塔在澳网四分之一决赛两盘负于本届冠军李娜。但在随后的印第安威尔斯皇冠赛中，佩内塔战胜李娜晋级决赛，并在决赛中战胜拉德万斯卡，夺得生涯第一座皇冠赛冠军。
在2015年美国网球公开赛上，佩内塔一路战胜5号种子科维托娃、2号种子哈勒普，职业生涯首度杀入大满贯单打决赛。在决赛中以7-6、6-2战胜意大利同胞、本届美网的大黑马羅貝塔·文奇，夺得2015年美国网球公开赛女子单打冠军。在随后的颁奖典礼上，佩内塔宣布自己将在2015赛季结束后退役。

## 技術風格
佩内塔攻防平衡，善于稳定的底线相持与灵活多变的网前战术，在硬地球场上成绩突出，其美网战绩明显优于其他大满贯。在2008年至2015年间，佩内塔七次参加美网，其中六次至少打入八强，并最终在2015年夺得美网冠军。

## 大满贯

### 大滿貫

#### 女單冠軍（1）
| 年度 | 赛事       | 场地 | 决赛对手 | 对手国籍 | 胜方比分  |
| 2015 | 美国公开赛 | 硬地 | 文奇     | 義大利   | 7–64、6–2 |

#### 女雙
| 結果 | 年分 | 比賽           | 場地 | 搭檔              | 對手                                | 比數          |
| ---- | ---- | -------------- | ---- | ----------------- | ----------------------------------- | ------------- |
| 亞軍 | 2005 | 美國公開賽     | 硬地 | 耶莲娜·德门蒂耶娃 | 麗莎·雷蒙 薩曼莎·斯托瑟             | 2–6, 7–5, 3–6 |
| 冠軍 | 2011 | 澳網           | 硬地 | 吉賽拉·道爾科     | 維多利亞·阿扎倫卡 瑪麗亞·姬莉蘭歌   | 2–6, 7–5, 6–1 |
| 亞軍 | 2014 | 美國網球公開賽 | 硬地 | 玛蒂娜·辛吉斯     | 葉卡捷琳娜·馬卡洛娃 葉連娜·韋斯寧娜 | 6–2, 3–6, 2–6 |

## 外部連結
- 官方网站
- 弗拉维娅·佩内塔的国际女子网球协会官方資料（英文）
- 弗拉维娅·佩内塔的國際網球總會 職業／青少年 官方資料（英文）
- Fed Cup - Player profile - Flavia PENNETTA (ITA) （页面存档备份，存于）
- http://www.flavia-pennetta.com （页面存档备份，存于）
- https://web.archive.org/web/20101229074021/http://flaviapennetta.net/
- https://web.archive.org/web/20170921164745/http://dementieva-pennetta.tk/